# William Jeffrey
William "Bill" Jeffrey (Edimburgo, 3 de agosto de 1892 — Nova Iorque, 7 de janeiro de 1966) foi um técnico de futebol escocês, treinador dos Estados Unidos durante a Copa do Mundo de 1950.[carece de fontes?]

## Carreira
Jeffrey foi responsável pela maior surpresa da Copa do Mundo de 1950 ao levar os Estados Unidos, a vencer a Inglaterra por 1 a 0 em 29 de junho, no Estádio Independência, em Belo Horizonte, Minas Gerais.
Foi treinador do Penn State Soccer de 1926 até 1952, recebendo a homenagem póstuma de ter o estádio do Penn State renomeado com seu nome em 29 de setembro de 1972, foi um dos fundadores da National Soccer Coaches Association of America (NSCAA) e pertence atualmente ao Hall da Fama do Futebol dos EUA.